# Шрёк, Штефан
Ште́фан Ма́ркус Кабиза́рес Шрёк (нем. Stephan Markus Cabizares Schröck; 21 августа 1986, Швайнфурт) — немецкий и филиппинский футболист и тренер, полузащитник.

## Клубная карьера
Родился 21 августа 1986 года в городе Швайнфурт в семье немца и филиппинки. Воспитанник юношеской команды футбольного клуба «Швайнфурт», а в 2001 году попал в академию «Гройтер Фюрт».
Во взрослом футболе дебютировал в 2004 году выступлениями за команду клуба «Гройтер Фюрт», в которой провёл восемь сезонов, приняв участие в 183 матчах Второй Бундеслиги. Большинство времени, проведённого в составе «Гройтера», являлся основным игроком команды. В сезоне 2011/12, в свой последний сезон в клубе, он помог команде занять первое место и завоевать продвижение в Бундеслигу.
В 2012 году перешёл в «Хоффенхайм», где 1 сентября 2012 года дебютировал в Бундеслиге в игре против «Айнтрахта» (0:4). Впрочем, так и не закрепившись в основной команде, на следующий сезон перешёл в другой клуб высшего дивизиона «Айнтрахт», где также не закрепился и в 2014 году вернулся в родной «Гройтер», проведя ещё полтора года во Второй Бундеслиге.
13 января 2016 года перешёл на правах аренды в филиппинский клуб «Серес-Негрос», который впоследствии подписал с игроком полноценный контракт. С клубом стал чемпионом страны в 2017 и 2018 годах.

## Карьера в сборной
В 2004 году дебютировал в составе юношеской сборной Германии (до 19 лет) и стал полуфиналистом юношеского чемпионата Европы 2005 года в Северной Ирландии. Всего принял участие в 14 играх на юношеском уровне, отличившись одним забитым голом.
В 2007 году привлекался в состав молодёжной сборной Германии (до 20 лет).
В начале октября 2008 года был вызван в состав национальной сборной Филиппин на матчи отбора к чемпионату Юго-Восточной Азии. Тем не менее, по тогдашним законам ФИФА изменить футбольное гражданство можно до достижения 21 года, поэтому сыграть за новую сборную Штефан не смог. Впрочем, в начале июня 2009 года возрастное ограничение было снято и в июле 2010 года Шрёк объявил о своем намерении выступать за сборную Филиппин в квалификации к чемпионату 2010 года против Лаоса, но в конечном счёте остался вне команды, поскольку его документы не были подготовлены. вовремя.
Только в марте 2011 года он отправился на Филиппины, чтобы завершить работу над документами и был готов играть за сборную в квалификации к следующему чемпионату мира 2014. Наконец-то дебютировал за команду в первом матче первого раунда отбора, 29 июня 2011 года против Шри-Ланки (1:1).
В 2014 году стал с командой финалистом Кубка вызова АФК, но уже 4 августа того же года Шрёк объявил, что он подал в отставку из сборной, чтобы «преследовать новые вызовы». Впоследствии он сказал, что он подал в отставку в качестве протеста против тренера Томаса Дули и фактически давал ультиматум, сказав, что больше не будет играть за страну, пока Дули будет оставаться тренером. Шрёк продолжал критиковать руководство команды, утверждая, что у Филиппинской футбольной федерации существуют внутренние проблемы, и назвал команду «птицефермой». Спор был окончательно урегулирован только 10 марта 2015 года, когда Шрёк извинился перед Дули и вернулся в сборную. Это позже было подтверждено игроком на его официальной странице в Facebook.
12 ноября 2015 года он сыграл свою первую игру за команду в статусе капитана команды в игре против Йемена.
В составе сборной был участником Кубка Азии по футболу 2019 года в ОАЭ. На этом турнире филиппинцы проиграли все три матча в группе, а Шрёк стал автором единственного гола своей команды на турнире, забив в игре против Кыргызстана (1:3).

## Достижения
«Гройтер Фюрт»
- Победитель Второй Бундеслиги: 2011/12

«Серес-Негрос/Юнайтед Сити»
- Чемпион Филиппин (4): 2017, 2018, 2019, 2020
- Обладатель Кубка Филиппин: 2019